# Nikola Karaklajić
Nikola Karaklajić, cyr. Никола Караклајић (ur. 24 lutego 1926 w Belgradzie, zm. 16 grudnia 2008 tamże) – serbski szachista, mistrz międzynarodowy od 1955 roku.

## Kariera szachowa
Wielokrotnie startował w finałach indywidualnych mistrzostw Jugosławii, największy sukces odnosząc w 1955 r. w Nowym Sadzie, gdzie zdobył tytuł mistrza kraju. Dzięki temu sukcesowi zakwalifikował się w 1956 r. do drużyny olimpijskiej, która w Moskwie zajęła II m. W 1957 r. ponownie wystąpił w reprezentacji kraju, zdobywając w Wiedniu srebrny medal drużynowych mistrzostw Europy, podzielił również II m. (za Svetozarem Gligoriciem, wspólnie z Borislavem Ivkovem i Petarem Trifunoviciem) w finale mistrzostw Jugosławii, rozegranym w Somborze.
Do największych jego sukcesów na arenie międzynarodowej należą m.in.:
- I m. w Lublanie (1955),
- I-II m. w Smederevskiej Palance (1956),
- dz. II m. w Krynicy (1956, za Borislavem Miliciem, wspólnie ze Stojanem Pucem i Wolfgangiem Uhlmannem),
- I m. w San Benedetto del Tronto (1958),
- dz. II m. w Belgradzie (1959, za Borislavem Ivkovem),
- I w Bognor Regis (1962),
- I m. w Amsterdamie (1964, turniej IBM-B),
- II m. w Beverwijk – dwukrotnie w turniejach Hoogovens-B (1965, za Dirkiem van Geetem i 1967, za Theo van Scheltingą),
- dz. III m. w Chicago (1973, za Normanem Weinsteinem(inne języki) i Gudmundurem Sigurjonssonem, wspólnie z Jamesem Tarjanem),
- I-IV m. w Casablance (1974),
- I-II m. w Belgradzie – dwukrotnie (1976 i 1977),
- III m. w Atenach (1977),
- I-II m. w Marina Romea (1978),
- I m. w Wenecji (1980),
- II m. w La Valletcie (1980).

Najwyższy ranking w swojej karierze osiągnął 1 lipca 1971 r., z wynikiem 2490 punktów dzielił wówczas 83-95. miejsce na światowej liście FIDE (jednocześnie dzieląc 8-13. miejsce wśród jugosłowiańskich szachistów).